# 港口區域
港口区域（：／ Hanggu-guyŏk */?），是朝鲜民主主义人民共和国的区域，由南浦特别市负责管辖，位于南浦南部。